# Gail Miller
Pour les articles homonymes, voir Miller.
Gail Louise Miller, née le 30 novembre 1976 à Canberra, est une joueuse de water-polo australienne.
Joueuse de l'équipe d'Australie de water-polo féminin, elle est sacrée championne olympique aux Jeux d'été de 2000 à Sydney. Elle épouse le rugbyman Ben Tune.